# Ecology Letters
Ecology Letters (Ecol Lett) ist eine begutachtete, internationale Fachzeitschrift für Ökologie.
Sie veröffentlicht vor allem Metaanalysen, Reviews und neue Konzepte. Die Zeitschrift wird von dem French National Center for Scientific Research (CNRS) herausgegeben und hat einen Impact Factor von 9,5. Sie belegt Platz 7 von 706 Fachzeitschriften.